# Katzenlohe (Thurnau)
Katzenlohe (oberfränkisch: Kadsn-loh) ist ein Gemeindeteil des Marktes Thurnau im Landkreis Kulmbach (Oberfranken, Bayern). Katzenlohe liegt in der Gemarkung Hutschdorf.

## Geographie
Die Einöde liegt auf der Gemarkung Hutschdorf und besteht aus einem Wohngebäude und vier Nebengebäuden (Stand: August 2020). Im Süden grenzt ein bewaldeter Hang an, der zu einem Hochplateau ansteigt. Die südwestliche Lage wird Gelbsgraben genannt. Eine Gemeindeverbindungsstraße führt an Fahrenbühl vorbei nach Hutschdorf (1,4 km nördlich) bzw. nach Hörlinreuth (0,4 km südlich).

## Geschichte
Der wurde 1699 als „Katzeloh“ erstmals urkundlich erwähnt. Dem Ortsnamen liegt ein Flurname zugrunde, der eine Lohe bezeichnet, die von Wildkatzen aufgesucht wurde.
Gegen Ende des 18. Jahrhunderts bestand Katzenlohe aus einem Anwesen. Das Hochgericht übte das bayreuthische Stadtvogteiamt Kulmbach aus. Die Grundherrschaft über die Sölde hatte der bambergische Langheimer Amtshof.
Von 1797 bis 1810 unterstand der Ort dem Justiz- und Kammeramt Kulmbach. Mit dem Gemeindeedikt wurde Katzenlohe 1811 dem Steuerdistrikt Hutschdorf und 1812 der Ruralgemeinde Hutschdorf zugewiesen. Am 1. Januar 1972 wurde Katzenlohe im Zuge der Gebietsreform in Bayern in den Markt Thurnau umgegliedert.
Einwohnerentwicklung
| Jahr      | 001818 | 001861 | 001871 | 001885 | 001900 | 001925 | 001950 | 001961 | 001970 | 001987 |
| Einwohner | 7      | 8      | 7      | 8      | 9      | 9      | 10     | 6      | 4      | 7      |
| Häuser    | 1      |        |        | 1      | 1      | 1      | 1      | 1      |        | 1      |
| Quelle    | [ 8 ]  | [ 11 ] | [ 12 ] | [ 13 ] | [ 14 ] | [ 15 ] | [ 16 ] | [ 17 ] | [ 18 ] | [ 1 ]  |

## Religion
Katzenlohe ist evangelisch-lutherisch geprägt und nach St. Johannes der Täufer (Hutschdorf) gepfarrt.